# Cerro Barón
El cerro Barón es uno de los 42 cerros de Valparaíso ubicado al extremo oriente del plan de la ciudad, a un costado de los cerros Lecheros y Larraín en una zona mayoritariamente residencial. 

## Geografía

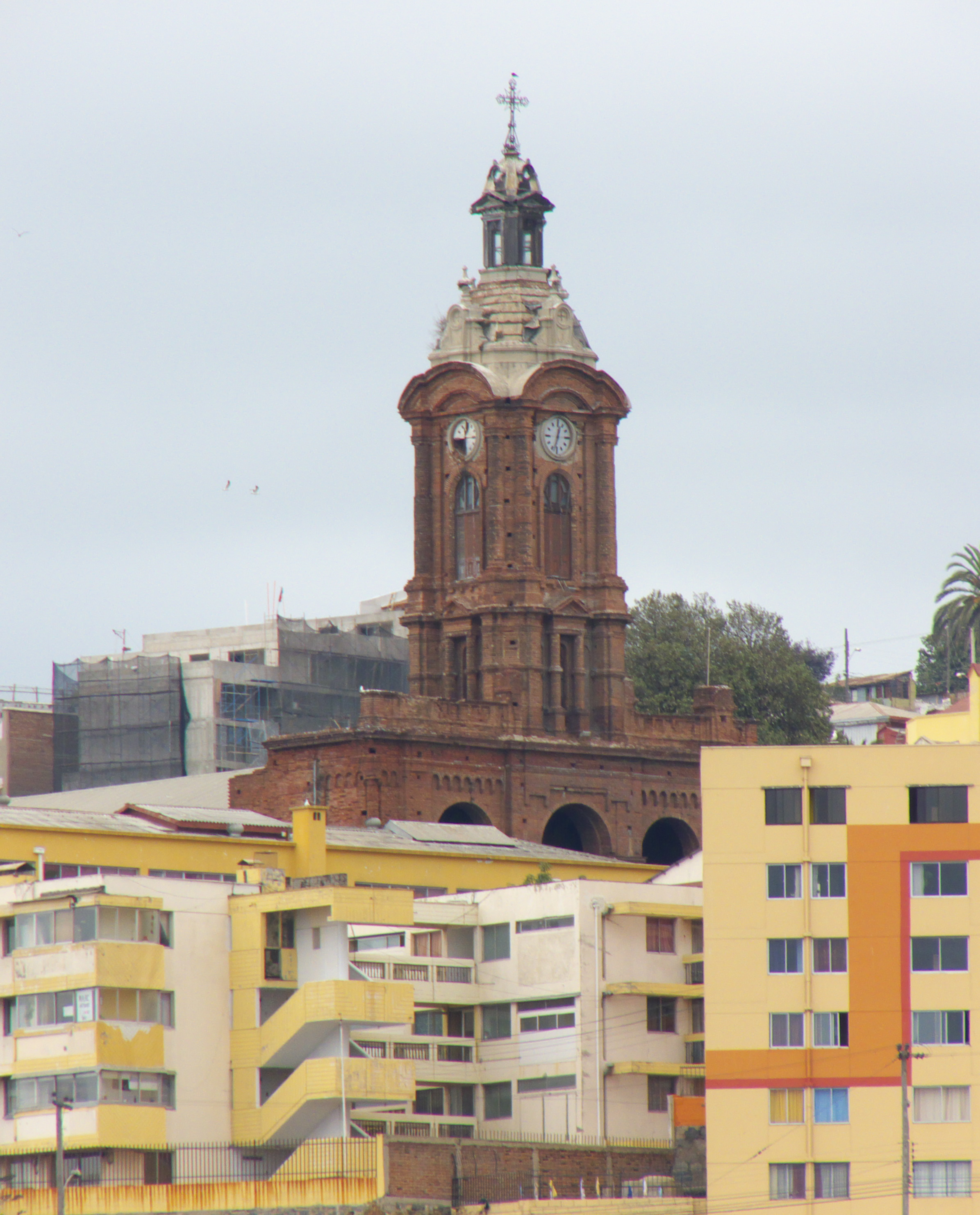
Vista de la iglesia de San Francisco, responsable de que a Valparaíso se le denomine «Pancho».

Sus límites son Quebrada Cabritería (Cerro Placeres), calle Santa Rita (Cerro Larraín), calle Magallanes, calle Luis Daguerre, calle Diego Cook, calle Lecheros (Cerro Lecheros) y Avenida España (plano).
Actualmente se utiliza el nombre Cerro Barón, para designar toda la parte alta de los cerros Larraín y Polanco y a la totalidad de los cerros Lecheros, Acevedo, Astorga y Portales. Al otro lado de la Bajada del Pollo se encuentra Rodelillo.

## Toponimia
Su nombre se le asignó tras la construcción en su cumbre, el año 1793, de un fuerte para proteger la zona de El Almendral y del sector norte de la bahía del ataque de piratas. El cabildo colonial de la ciudad decidió rendirle un homenaje al gobernador Ambrosio O'Higgins, quien poseía el título de barón de Ballenary, por lo que bautizaron la fortaleza como Fuerte del Barón de Ballenary, y el cerro pasó entonces a tener su actual nombre.

## Historia

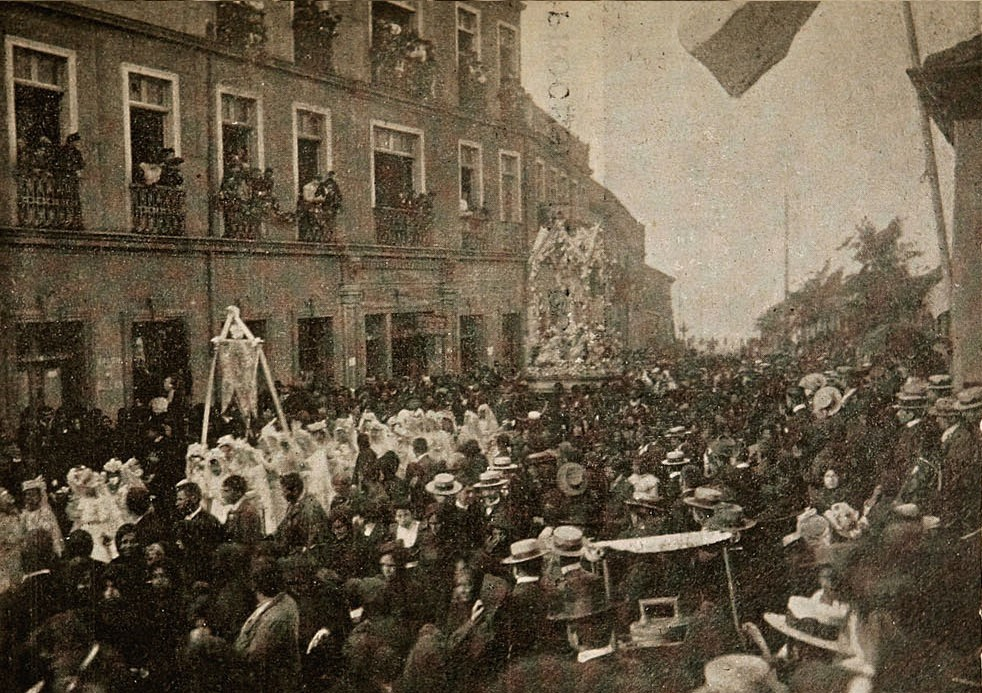
Procesión de la virgen en el cerro, el 12 de diciembre de 1902

Primitivamente se le conocía como Cerro de la Caleta o El Morro y sus límites eran las quebradas de Cabritería y Calaguala (actual calle Lecheros). También fue conocido como cerro Acevedo, nombre proveniente de Martín Acevedo, antiguo propietario del lugar.
En 1846 se construye la Iglesia de San Francisco, responsable del apodo que se le da a Valparaíso, Pancho, ya que era el punto más reconocible por los marinos que llegaban a la ciudad. Se termina de construir en 1863.
En 1850, a los pies del cerro, estaban los populares y pintorescos baños del Barón. Su urbanización comenzó gracias al desarrollo del sector de El Almendral y la construcción, en 1852, de la maestranza y de la estación Barón, la primera del ferrocarril de Valparaíso a Santiago. Además, por el cerro pasaba la única ruta de acceso hacia la ciudad de Quillota.
En 1866, después del bombardeo de Valparaíso, se levantó una batería con dos polvorines y un cuartel para cien hombres. En 1870 se planificó pequeñas villas para familias campesinas desocupadas.También acogió una gran cantidad de inmigrantes italianos, quienes tenían sus negocios en el plan. A fines de siglo XIX, Barón se caracterizaba por un sector con alta presencia de prostitución y alcoholismo, secuelas directas de la cuestión social.
En 1895, Barón se separa del curato de los Doce Apóstoles con la construcción de la parroquia del Sagrado Corazón de Jesús, construida en los terrenos donados por la vecina Manuela Garay de Rojas y con el financiamiento de Juana Ross. El nuevo párroco, Carlos Fernández, activó las gestiones para la construcción de la nueva parroquia, finalizada en 1909 sobre calle Belgrano. En 1896, el cura de La Matriz, Juan Ignacio González Eyzaguirre, fundó el Lazareto de Barón.
En 1906 se inaugura el ascensor Barón, que une la avenida Diego Portales con la estación Barón. En 1909 se inaugura una línea de tranvía que conectaba la estación alta del ascensor con la parte alta de calle Castillo, actual calle Tocornal.
En 1926 el gremio de ferroviarios presionó para la construcción del Hospital Ferroviario. Durante esta época, Barón comenzó a ser un lugar bohemio caracterizado por la vida nocturna con bares, restaurantes y salones de baile. Desde los años 20 eran famosas las fiestas de la primavera, la fiesta de la chaya en el Mirador Barón y el carnaval de la calle O'Brien.

## Edificios Arquitectónicos Destacados

#### Ascensor Barón
Construido en el año 1906 y declarado Monumento Histórico Nacional en 1988. Conecta la Avenida España con la calle Diego Portales.

#### Mercado de Barón
Fue el principal centro de abastecimiento del cerro Barón hasta finales de la década de los ochenta. Construido en el año 1950, se ubica en la Calle Vega, entre general Mitre y Ercilla. El edificio tiene dos alas que se distribuyen desde la entrada principal, imitando formas neoclásicas. Actualmente se encuentra en remodelación y se proyecta albergar centros comunitarios para organizaciones culturales y vecinales del sector.

#### Iglesia de San Francisco
Monumento Nacional desde el año 1983, actuaba como faro de la ciudad al ser uno de los primeros edificios que los marinos apreciaban desde el mar.

#### Hospital Ferroviario de Valparaíso (demolido)
Ubicado en la Avenida Diego Portales, en el costado norte del Mirador Barón, su construcción comenzó en 1926, terminando el año siguiente cuando pasó a manos de las Hijas de Santa Ana. En sus últimos años como centro médico se convirtió en una clínica privada a cargo del Hospital Clínico de la Universidad de Chile. Cerró en 2008. Posteriormente, entre el año 2014 y 2017 gran parte del edificio del hospital fue demolido emplazándose en el lugar un proyecto inmobiliario.

#### Conjunto Habitacional José Ignacio Zenteno
Es un conjunto de 185 apartamentos distribuidos en ocho edificios de cinco pisos cada uno, edificados en el contexto del plan habitacional de la Corporación de Vivienda (CORVI) en la década de 1960. Se emplazan en la casi totalidad del olvidado cerro Astorga, cuyo nombre aparece en el nombre de la escalera central que une las viviendas con la calle Diego Portales y Blanco Viel.

## Transporte

### Metro de Valparaíso
El cerro Barón posee conexión a la línea 1 del Metro de Valparaíso a través de la Estación Barón, ubicada en el sector del plano.

### Ascensor Barón
El ascensor Barón une el plan de Valparaíso y la Estación Barón con la avenida Diego Portales.

### Transporte Metropolitano de Valparaíso
Las líneas de autobuses que van a Barón son:
- 501 (Placeres - Playa Ancha), por avenida Diego Portales
- 503 (Las Palmas - Plaza Aduana), por avenida Diego Portales
- 506 (Playa Ancha - Polanco), por calle Nelson y Acevedo
- 507 (Rodelillo - Cementerio N°3), calle Tocornal
- 509 (Rodelillo - Viña del Mar), por calle Tocornal
- 510 (Placeres - Playa Ancha), por avenida Diego Portales

## Cultura

### Deportes
El fútbol es el deporte más popular de Barón. El cerro posee múltiples canchas y equipos de fútbol comunitarios, siendo el más importante el Estadio Manuel Guerrero, llamado así por el arquero porteño del mismo nombre, seleccionado nacional. En este estadio se celebra el campeonato de fútbol del cerro.
En 1935 se funda el primer club de fútbol del cerro llamado General Mitre. Le siguieron el Relámpago, en 1936; el Montevideo y el Humberto Nelson, en 1938; el O'Brien y el Avance en 1943; el Cajú en 1944, nacido de un grupo de la Acción Católica de la Parroquia.
Barón ha producido grandes futbolistas de la historia de la selección nacional como José Leal "Cochepeto" y de equipos locales como Héctor Cabrera, Luis Acevedo, Raúl Aravena, Francisco Molina y Claudio Núñez, del Santiago Wanderers o Leonardo Véliz, del Everton.
El básquetbol fue practicado popularmente en los años cuarenta, con la existencia de clubes como el Deportivo Barón y el Robin Hood, este último compuesto en su mayoría por trabajadores ferroviarios. Su figura Jorge Santana era jugador de la selección nacional.

### Educación
Establecimientos de educación básica:
- Escuela N°258: Fray Luis Beltrán
- Colegio Cenine
- Escuela Juan de Saavedra

Establecimientos de educación media:
- Liceo Barón, técnico profesional
- Colegio Sagrado Corazón de Jesús

Establecimientos de educación superior:
- Instituto de Matemáticas Pontificia Universidad Católica de Valparaíso